# Never Gonna Give You Up
Never Gonna Give You Up is een nummer van de Britse zanger Rick Astley. Het nummer is afkomstig van het album Whenever You Need Somebody uit 1987 en is zijn eerste en meest bekende hitsingle. Op 27 juli van dat jaar werd het nummer op single uitgebracht.

## Achtergrond
De plaat werd een wereldwijde hit met in veel landen een nummer 1-notering. Ook in Astley's thuisland het Verenigd Koninkrijk bereikte de plaat de nummer 1-positie in de UK Singles Chart. Ook in onder meer Australië, Nieuw-Zeeland, Verenigde Staten, Canada, Zuid-Afrika, Zimbabwe, Duitsland, Spanje, Italië en Scandinavië behaalde de plaat de nummer 1-positie.
In Nederland was de plaat op maandag 24 augustus 1987 de 390e AVRO's Radio en TV-Tip op Radio 3 en werd een gigantische hit in de destijds twee hitlijsten op de nationale publieke popzender. De plaat bereikte de nummer 1-positie in zowel de Nationale Hitparade Top 100 als de Nederlandse Top 40. In de Europese hitlijst op Radio 3, de TROS Europarade, werd geen notering behaald, aangezien deze lijst op donderdag 25 juni 1987 voor de laatste keer werd uitgezonden.
In België bereikte de plaat eveneens de nummer 1-positie in zowel de voorloper van de Vlaamse Ultratop 50 als de Radio 2 Top 30.
In 2007 kende het nummer hernieuwde bekendheid, toen het een internetmeme werd. Bij dit zogenaamde rickrolling is het de bedoeling iemand een link te geven en de indruk te wekken dat daar iets interessants te vinden is. Maar in werkelijkheid leidt de link naar de muziekvideo Never Gonna Give You Up van Rick Astley.
De opnames van het nummer vonden plaats in de PWL Studios in Zuid-Londen. De baslijn werd ingespeeld op een Yamaha DX7 synthesizer, de drums komen uit een Linn 9000 drumcomputer, en overige partijen zijn afkomstig van een Roland Juno-106 analoge synthesizer.

## Videoclip
De videoclip werd geregisseerd door Simon West en opgenomen in Londen in de omgeving en nabijheid van de London Borough of Harrow. In Nederland werd de videoclip destijds op televisie uitgezonden door de popprogramma's AVRO's Toppop, Countdown van Veronica en TROS Popformule.
Sinds de videoclip op 24 oktober 2009 werd geplaatst op het videoplatform YouTube, werd de clip tot oktober 2022 meer dan 1,3 miljard keer bekeken en ontving tot dan toe 15 miljoen "vind ik leuks". De videoclip bereikte de mijlpaal van meer dan 1,2 miljard keer bekeken te zijn op 28 juli 2021, exact 34 jaar na het uitbrengen van de plaat en de bijbehorende videoclip.

## Hitnoteringen

### Nederlandse Top 40[3]
| Hitnotering: 12-09-1987 t/m 05-12-1987 | Hitnotering: 12-09-1987 t/m 05-12-1987 | Hitnotering: 12-09-1987 t/m 05-12-1987 | Hitnotering: 12-09-1987 t/m 05-12-1987 | Hitnotering: 12-09-1987 t/m 05-12-1987 | Hitnotering: 12-09-1987 t/m 05-12-1987 | Hitnotering: 12-09-1987 t/m 05-12-1987 | Hitnotering: 12-09-1987 t/m 05-12-1987 | Hitnotering: 12-09-1987 t/m 05-12-1987 | Hitnotering: 12-09-1987 t/m 05-12-1987 | Hitnotering: 12-09-1987 t/m 05-12-1987 | Hitnotering: 12-09-1987 t/m 05-12-1987 | Hitnotering: 12-09-1987 t/m 05-12-1987 | Hitnotering: 12-09-1987 t/m 05-12-1987 | Hitnotering: 12-09-1987 t/m 05-12-1987 |
| Week                                   | 1                                      | 2                                      | 3                                      | 4                                      | 5                                      | 6                                      | 7                                      | 8                                      | 9                                      | 10                                     | 11                                     | 12                                     | 13                                     |                                        |
| -------------------------------------- | -------------------------------------- | -------------------------------------- | -------------------------------------- | -------------------------------------- | -------------------------------------- | -------------------------------------- | -------------------------------------- | -------------------------------------- | -------------------------------------- | -------------------------------------- | -------------------------------------- | -------------------------------------- | -------------------------------------- | -------------------------------------- |
| Nummer                                 | 35                                     | 16                                     | 7                                      | 2                                      | 1                                      | 1                                      | 1                                      | 1                                      | 2                                      | 4                                      | 10                                     | 20                                     | 33                                     | uit                                    |

### Nationale Hitparade Top 100[4]
| Hitnotering: 12-09-1987 t/m 09-01-1988 | Hitnotering: 12-09-1987 t/m 09-01-1988 | Hitnotering: 12-09-1987 t/m 09-01-1988 | Hitnotering: 12-09-1987 t/m 09-01-1988 | Hitnotering: 12-09-1987 t/m 09-01-1988 | Hitnotering: 12-09-1987 t/m 09-01-1988 | Hitnotering: 12-09-1987 t/m 09-01-1988 | Hitnotering: 12-09-1987 t/m 09-01-1988 | Hitnotering: 12-09-1987 t/m 09-01-1988 | Hitnotering: 12-09-1987 t/m 09-01-1988 | Hitnotering: 12-09-1987 t/m 09-01-1988 | Hitnotering: 12-09-1987 t/m 09-01-1988 | Hitnotering: 12-09-1987 t/m 09-01-1988 | Hitnotering: 12-09-1987 t/m 09-01-1988 | Hitnotering: 12-09-1987 t/m 09-01-1988 | Hitnotering: 12-09-1987 t/m 09-01-1988 | Hitnotering: 12-09-1987 t/m 09-01-1988 | Hitnotering: 12-09-1987 t/m 09-01-1988 | Hitnotering: 12-09-1987 t/m 09-01-1988 |
| Week                                   | 1                                      | 2                                      | 3                                      | 4                                      | 5                                      | 6                                      | 7                                      | 8                                      | 9                                      | 10                                     | 11                                     | 12                                     | 13                                     | 14                                     | 15                                     | 16                                     | 17                                     |                                        |
| -------------------------------------- | -------------------------------------- | -------------------------------------- | -------------------------------------- | -------------------------------------- | -------------------------------------- | -------------------------------------- | -------------------------------------- | -------------------------------------- | -------------------------------------- | -------------------------------------- | -------------------------------------- | -------------------------------------- | -------------------------------------- | -------------------------------------- | -------------------------------------- | -------------------------------------- | -------------------------------------- | -------------------------------------- |
| Nummer                                 | 75                                     | 14                                     | 4                                      | 2                                      | 1                                      | 1                                      | 1                                      | 1                                      | 1                                      | 3                                      | 9                                      | 12                                     | 29                                     | 34                                     | 45                                     | 55                                     | 92                                     | uit                                    |

### NPO Radio 2 Top 2000
| Nummer met noteringen in de NPO Radio 2 Top 2000 | '99  | '00  | '01  | '02 | '03-'08 | '09 | '10  | '11  | '12  | '13  | '14  | '15 | '16  | '17 | '18 | '19 | '20 | '21 | '22 | '23 | '24  |
| ------------------------------------------------ | ---- | ---- | ---- | --- | ------- | --- | ---- | ---- | ---- | ---- | ---- | --- | ---- | --- | --- | --- | --- | --- | --- | --- | ---- |
| Never Gonna Give You Up                          | 1535 | 1683 | 1654 | 638 | -       | 723 | 1684 | 1074 | 1272 | 1534 | 1103 | 825 | 1036 | 847 | 824 | 853 | 749 | 481 | 646 | 850 | 1084 |

1. ↑  Een '-' betekent dat het nummer niet was genoteerd en een vetgedrukt getal geeft de hoogste notering aan.